# Цага
Цага — река в Мурманской области России.

## Общие сведения
Протекает по территории Ловозерского района. Исток находится на северных склонах хребта Панские тундры, в районе горы Каменник (высота — 629 м). Впадает в озеро Ловозеро — исток реки Вороньей. Длина реки составляет 45 км, площадь водосборного бассейна — 509 км². По данным наблюдений с 1968 по 1985 год среднегодовой расход воды в 1,3 км от устья составляет 5,68 м³/с.

## Данные водного реестра
По данным государственного водного реестра России относится к Баренцево-Беломорскому бассейновому округу, водохозяйственный участок реки — Воронья от гидроузла Серебрянское 1 и до устья[прояснить]. Речной бассейн реки — бассейны рек Кольского полуострова, впадает в Баренцево море.
Код объекта в государственном водном реестре — 02010000812101000004109.

## Притоки
(расстояние от устья)
- 8,2 км — река Олонга (лв)